# Sergio Llopis
Sergio Llopis Solís (Játiva, España, 18 de agosto de 1978) es un jugador de bádminton español.

## Categorías inferiores
Destacado ya en las categorías inferiores del bádminton español, este jugador de Játiva ha conseguido numerosos títulos a nivel nacional. En categoría júnior en 1993 se proclamó campeón de España en individual masculino y en dobles mixtos junto con Ana Ferrer En 1994 y 1995 repitió título en individual masculino y en 1996 consiguió vencer en la única modalidad que le faltaba, dobles masculino, junto con Josep Boluda.

## Categoría absoluta
En 1997, ya en categoría sénior o absoluta se proclamó campeón de España absoluto en dobles mixtos junto con Ana Ferrer, con quién repetiría título en 1998 y 1999. En los dos años siguientes también consiguió vencer, aunque formando pareja con Mercedes Cuenca. En individual masculino también ha conseguido ser campeón de España en 3 ocasiones, en los años 1998, 2003 y 2005. En dobles masculino, y junto con el malagueño José Antonio Crespo ha conseguido el título de campeón de España en 2002 y 2003.
En 2004 consiguió el quinto puesto en el Campeonato de Europa y la novena plaza en el Campeonato del Mundo, ambas en la modalidad de dobles masculino y también junto a Crespo.
Llopis participó en los Juegos Olímpicos de Atenas 2004 en la modalidad de individual masculino, perdiendo en 1/16 de final contra Nikhil Kanetkar de India en un igualado partido a 3 sets, convirtiéndose así en el primer español en ganar un set en unos Juegos Olímpicos. También participó en la modalidad de dobles masculino, jugando junto a José Antonio Crespo y fueron eliminados idénticamente en 1/16 de final por Lee Dong-soo y Yoo Yong-sung de Corea del Sur.

## Mejores resultados

### A nivel nacional
- Campeón de España absoluto de individual masculino en 1998, 2003 y 2005.
- Campeón de España absoluto de dobles masculino en 2002 y 2003.
- Campeón de España absoluto de dobles mixtos en 1997, 1998, 1999, 2000, 2001, 2005, 2006 y 2007.
- Campeón de España júnior de individual masculino en 1993, 1994 y 1995.
- Campeón de España júnior de dobles masculino en 1996.
- Campeón de España júnior de dobles mixtos en 1993.

### A nivel internacional
- Quinto clasificado de dobles masculino en el Campeonato de Europa de 2004, en Ginebra, Suiza.
- Segundo de dobles masculino en el Internacional de Holanda de 2004, en Wateringen, Holanda.
- Tercero de dobles masculino en el Internacional de Irán de 2004, en Teherán, Irán.
- Tercero de dobles masculino en el Internacional de Isla Mauricio de 2004, en Rose Hill
- Tercero de dobles masculino en el Spanish Open de 2004 en Madrid, España.
- Tercero de individual masculino en el Internacional de España de 2004 en Madrid, España.
- Noveno clasificado de dobles masculino en el Campeonato del Mundo de 2004 en Birminghan, Reino Unido.
- Campeón de dobles masculino en el VI Yonex Southern Panam Classic de 2003 en Panamá.
- Campeón de dobles masculino en el Brazil International 2003, 18th Sao Paulo Cup de 2003 en Panamá.
- Primero por equipos en la Helvettia Cup de 2001 en Praga, República Checa.

## Trayectoria
- Temporada 1995/2003: Club Bádminton Alicante
- Temporada 2003/2006: Club Bádminton Rinconada
- Temporada 2006/2007: Club Bádminton Paracuellos